# Bitwa pod Othée

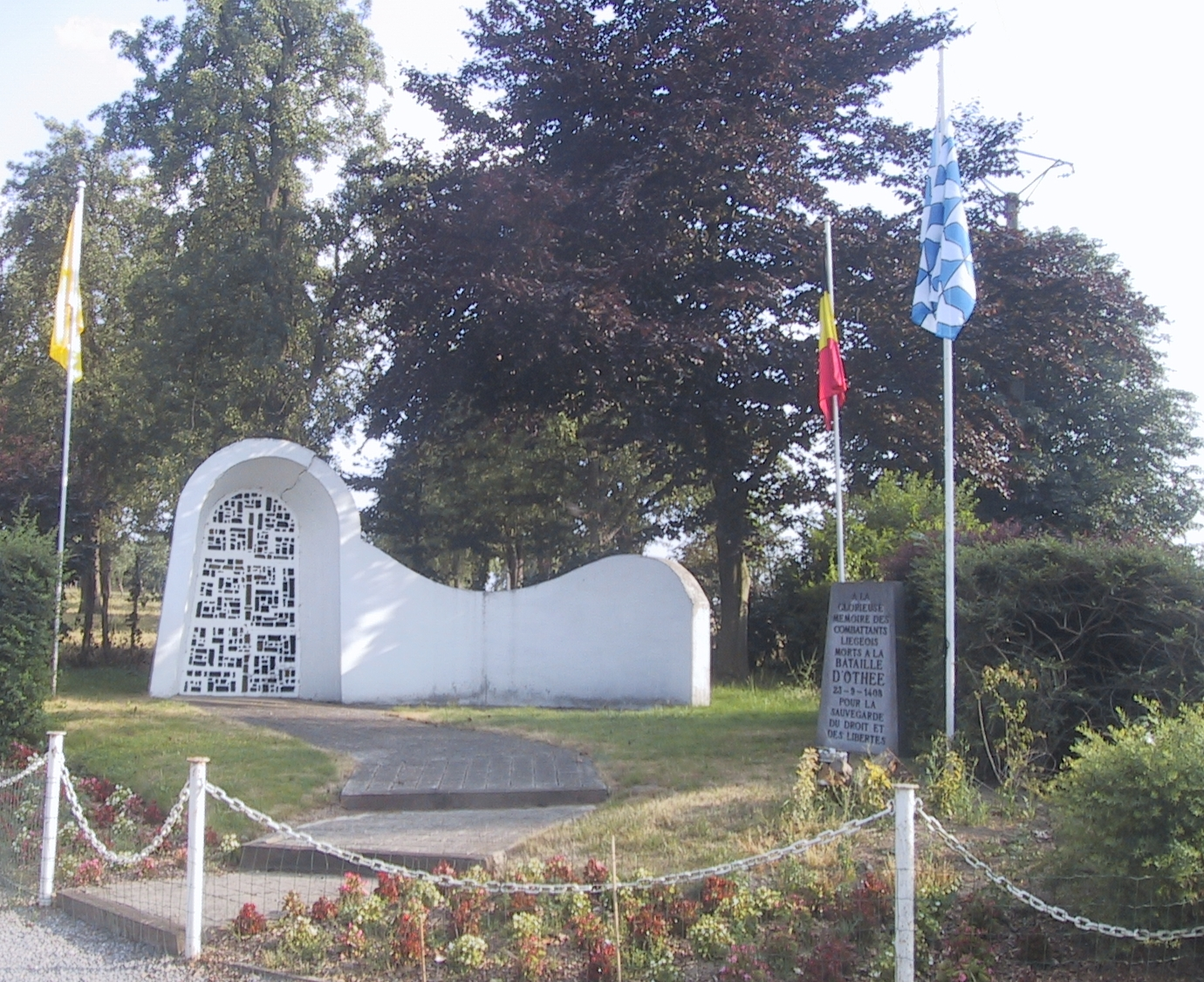
Pomnik upamiętniający bitwę pod Othée

Bitwa pod Othée – bitwa stoczona 23 września 1408 roku pod Othée (obecnie część miasta Awans) pomiędzy mieszczanami z Liège a siłami sprzymierzonych książąt niderlandzkich pod dowództwem księcia burgundzkiego Jana bez Trwogi, zakończona zwycięstwem sił książęcych.
Do bitwy doszło podczas buntu mieszczan Liège wywołanego próbami umocnienia rządów biskupich przez Jana z Bawarii, wybranego na biskupa Liège w 1389 r. W 1403 r. doszło do porozumienia między biskupem i miastem, jednak gdy wkrótce potem przeciwnicy Jana próbowali go uwięzić, ten postanowił objąć absolutną władzę w Liège. To wywołało opór w mieście, krwawe prześladowania stronników biskupa i wybór na "antybiskupa" jednego z mieszczan, Dytryka z Perwez, którego zatwierdził antypapież Benedykt XIII.
Większość miast księstwa biskupiego przyłączyła się do rebelii; biskup Jan znalazł schronienie w pozostającym mu wiernym Maastricht. Rebelianci we wrześniu 1407 r. oblegli Maastricht i próbowali go zdobyć używając relatywnie nowej taktyki: ostrzału artyleryjskiego. Oblężenie przerwano w styczniu 1408 r., a następnie wznowiono w czerwcu tego samego roku. Marsz w kierunku Liège wezwanego na pomoc przez Jana z Bawarii jego krewnego, księcia burgundzkiego Jana bez Trwogi spowodował, że w sierpniu oblegający ponownie odstąpili spod murów Maastricht.
Mieszczanie rozpoczęli rokowania z księciem burgundzkim korzystając z francuskiego pośrednictwa. 20 września zostały one zerwane przez Jana bez Trwogi, który w międzyczasie wzmocnił swe siły (przyłączył się do niego m.in. brat biskupa, hrabia Holandii i Hainaut Wilhelm II), a następnie przystąpił do oblężenia jednego z czołowych miast rebelianckich, Tongeren. 23 września wojska obu stron spotkały się pod Othée. Jan bez Trwogi początkowo ustawił swoje wojsko w zwartym szyku, oczekując ataku mieszczan. Gdy jednak ten nie nastąpił, sam ruszył na wroga, nie powtarzając jednak błędu, który popełnił w bitwie pod Nikopolis: zaatakował w szyku, zarówno konnicą, jak i piechotą, co dało mu zwycięstwo. Doszło do rzezi rebeliantów, a powstanie upadło.
W efekcie klęski powstańców mieszczanom Liège odebrano całkowicie samorząd. Jednak już w kolejnych latach biskup Jan stopniowo przyznawał miastu przywileje, a w 1419 r. cesarz Zygmunt Luksemburski przywrócił im wszystkie wcześniej posiadane prawa.